# Прва А лига Србије у ватерполу за жене
Прва А лига Србије у ватерполу за жене је највиша ватерполо лига у Србији. Лига броји 8 клубова, а формирана је 2006. након распада заједничке државе Србије и Црне Горе.

## Клубови у сезони 2016/17.
| Екипа            | Место    |
| ---------------- | -------- |
| Војводина        | Нови Сад |
| Врачар           | Београд  |
| Нови Београд 011 | Београд  |
| Сента Јордо      | Сента    |
| Таш 2000         | Београд  |
| Црвена звезда    | Београд  |
| Стари Град       | Београд  |
| Палилула         | Београд  |

## Досадашњи прваци
| Сезона   | Првак         | Други         | Трећи            |
| -------- | ------------- | ------------- | ---------------- |
| 2006/07. | Таш 2000      | Врачар        | Сента            |
| 2007/08. | Таш 2000      | Врачар        | Сента            |
| 2008/09. | Таш 2000      | Врачар        | Сента            |
| 2009/10. | Таш 2000      | Врачар        | Сента            |
| 2010/11. | Таш 2000      | Сента         | Врачар           |
| 2011/12. | Таш 2000      |               |                  |
| 2012/13. | Таш 2000      |               |                  |
| 2013/14. | Црвена звезда | Сента         | Војводина        |
| 2014/15. | Црвена звезда | Сента         | Таш 2000         |
| 2015/16. | Црвена звезда | Врачар        | Нови Београд 011 |
| 2016/17. | Црвена звезда | Војводина     | Врачар           |
| 2017/18. | Црвена звезда | Палилула      | Војводина        |
| 2018/19. | Палилула      | Црвена звезда | Војводина        |
| 2019/20. | Није одиграно |               |                  |
| 2020/21. | Војводина     | Црвена звезда | Палилула         |
| 2021/22. | Војводина     | Црвена звезда | Партизан         |